# Коццо
Коццо (итал. Cozzo) — коммуна в Италии, располагается в области Ломбардия, в провинции Павия.
Население составляет 418 человек (2008 г.), плотность населения составляет 24 чел./км². Коммуна занимает площадь 17 км². Почтовый индекс — 27030. Телефонный код — 0384.
Покровителем коммуны почитается святой Викторин, празднование 3 сентября.

## Демография
Динамика населения: